# Hakata
Hakata-ku (博多区) Fukuoka város egyik kerülete Japánban, Fukuoka prefektúrában.
Fukuoka prefektúra és Fukuoka város számos fontos kormányzati, kereskedelmi, kiskereskedelmi és szórakoztató létesítménye található a kerületben. Hakata-ku-ban található Fukuoka fő vasútállomása, a Hakata állomás, a Fukuoka nemzetközi repülőtér és a Hakata Port nemzetközi személyhajó terminál is.

## Népesség
A település népességének változása:
| Lakosok száma | 212 527 | 228 441 | 245 437 |
|               | 2010    | 2015    | 2020    |